# Стандартная часть числа

Стандартная часть гипердействительного числа

Стандартная часть числа, или тень числа, — термин нестандартного анализа, обозначающий стандартное число, бесконечно близкое к конечному гипердействительному числу. Стандартная часть числа {\displaystyle a} обозначается {\displaystyle \operatorname {st} \ a} или {\displaystyle ^{\circ }a}.
Стандартная часть даёт переход от конечных гипердействительных к действительным числам.
В терминах стандартной части в нестандартном анализе даётся определение производной и определённого интеграла: